# Theo Anthony
Theo Anthony est un réalisateur américain né en 1989.

## Biographie
Theo Anthony a été nommé en 2015 parmi les « 25 nouveaux visages du cinéma indépendant » de Filmmaker Magazine.
Selon Raphaël Nieuwjaer, il « donne une nouvelle vigueur à la forme de l'essai cinématographique » avec son documentaire All Light, Ewerywhere, dans lequel « il inscrit la body camera ou caméra-piéton dans une longue histoire des techniques, interrogeant la fabrication du point de vue policier ».
Theo Anthony est installé à Baltimore.

## Filmographie

### Courts métrages
- 2014 : Chop My Money
- 2015 : Peace in the Absence of War
- 2019 : Subject to Review

### Longs métrages
- 2016 : Rat Film[3]
- 2021 : All Light, Everywhere[4]